# Hybochilus
Hybochilus es un género de orquídeas perteneciente a la subfamilia Epidendroideae dentro de la familia Orchidaceae. Tiene tres especies. 

## Especies
| - Hybochilus huebneri - Hybochilus inconspicuus - Hybochilus leochilinus |